# Walderez de Barros
Walderez Mathias Martins de Barros (n. 31 octombrie 1940) este o actriță braziliană.

## Filmografie

### Televiziune
- 2012 - Salve Jorge - Syla
- 2011 - Morde & Assopra - Hortência Martins de Medeiros
- 2010 - Escrito nas Estrelas - Zenilda Salmon
- 2009 - Paraíso - Dona Ida
- 2008 - Xuxa e as Noviças - Suméria
- 2008 - Alice - Glícia
- 2008 - Ciranda de Pedra - Ramira
- 2006 - Pagini de viață - Constância Ribeiro
- 2005 - Alma Gêmea - Adelaide Ávilla
- 2005 - Carga Pesada (ep: Penúltimo Desejo) - Leontina
- 2005 - A História de Rosa
- 2003 - Femei îndrăgostite - Alzira
- 2002 - Desejos de Mulher - Judite Moreno
- 2001 - Clona - Salua
- 2000 - Legături de familie - Ema
- 1999 - Luna Caliente - Carmem
- 1999 - Você Decide (ep: Bruxaria e Numa e a Ninfa)
- 1998 - Hilda Furacão - Tia Ciana
- 1998 - Dona Flor e Seus Dois Maridos - Rosilda
- 1996 - Războiul pasiunilor - Judite
- 1995 - Cara e Coroa - Souza
- 1990 - Brasileiras e Brasileiros - Cândida
- 1989 - Sampa - Dona Vitória
- 1976 - Papai Coração - Irmã Matilde
- 1974 - O Machão - Serafina
- 1970 - Simplesmente Maria - Teresa
- 1969 - João Juca Jr.
- 1968 - Beto Rockfeller - Mercedes